# Joe Estevez
Pour les articles homonymes, voir Estevez.
Joseph Estevez, dit Joe Estevez, né le 13 février 1946 à Dayton, dans l'Ohio (États-Unis), est un acteur américain.

## Biographie
Frère de l'acteur Martin Sheen, il est l'oncle des acteurs Emilio Estevez, Charlie Sheen et de Renée Estevez.
Joe Estevez servit de doublure à son frère Martin Sheen dans « Apocalypse Now », dans plusieurs plans où le personnage est vu de dos. La plupart de ces plans furent tournés durant les quelques semaines que dura l’absence de Sheen à cause d’une crise cardiaque.

## Filmographie partielle

### Cinéma
- 1975 : Les Aventuriers du Lucky Lady (Lucky Lady), de Stanley Donen : American Kid
- 1979 : Apocalypse Now : la voix narratrice de Willard
- 1986 : The Zero Boys : Killer
- 1987 : Terminal Exposure : Eskenezy
- 1988 : Fatal Pulse : Ernie
- 1988 : Retreads : ?
- 1988 : Human Error : Phil Martins
- 1988 : South of Reno : Hector
- 1989 : The Platinum Triangle : Roland Geiger
- 1990 : Lockdown : Dieter
- 1990 : Soultaker : The Man (Soultaker)
- 1991 : Dark Rider : Sandini
- 1991 : The Roller Blade Seven : Saint Offender
- 1992 : The Summoned : Tom Baldwin
- 1992 : Eddie Presley (en) de Jeff Burr : Eddie's Father
- 1992 : Armed for Action : Detective West
- 1992 : Return of the Roller Blade Seven : Saint Offender
- 1992 : Legend of the Roller Blade Seven : Saint O'ffender
- 1992 : Boiler Room : Attorney General
- 1992 : Blood on the Badge : Captain Burton
- 1993 : Dark Universe (en) : Rod Kendrick
- 1993 : Cyber Seeker : Michael Slade
- 1993 : Eye of the Stranger : Sheriff
- 1993 : The Flesh Merchant : Captain Jameson
- 1993 : Fatal Justice (vidéo) : Ian 'Mars' Connor
- 1993 : Karate Commando: Jungle Wolf 3 : ?
- 1993 : Expert Weapon : Magnet
- 1993 : Madame : Sam
- 1993 : In a Moment of Passion : Frederick Walther
- 1993 : L.A. Goddess : Walt
- 1993 : Beach Babes from Beyond : Uncle Bud
- 1994 : Children of Dracula : Narrator (voix)
- 1994 : The Deadly Secret : Randall Parks
- 1994 : Unconditional Love : Ron Chambers
- 1994 : Body Count : Darren Schwartz
- 1994 : Double Blast : Nadir
- 1994 : The Mosaic Project : Fred
- 1994 : La Quebradita : Joe
- 1994 : L'Emprise de la peur (Inner Sanctum II) : Detective Lane
- 1995 : Cruce en Tijuana : ?
- 1995 : Karate Raider : ?
- 1995 : BLVD. : Police Capt.
- 1995 : Broken Bars : Jack Dillon
- 1995 : Baby Ghost : Photographer
- 1995 : Equal Impact : Donald Moss
- 1995 : Dillinger et Capone : Roy
- 1995 : Starstruck : Detective Miller
- 1995 : Little Lost Sea Serpent (vidéo) : ?
- 1995 : Guns and Lipstick : Sanders
- 1995 : With Criminal Intent : Det. Mahoney
- 1995 : Blonde Heaven : Carl Bibbs
- 1996 : Toad Warrior : Mickey O'Malley
- 1996 : The Searcher : ?
- 1996 : The Last Kill : ?
- 1996 : The Garbage Man : ?
- 1996 : Les Flambeurs (Squanderers) : Lt. Ford
- 1996 : Blood Slaves of the Vampire Wolf : ?
- 1996 : Le Loup-garou (Werewolf) (vidéo) : Joel
- 1996 : Demolition Highway : Xavier Cardone
- 1996 : Last of the Breed : ?
- 1996 : Carnival of Wolves : Al
- 1996 : Rollergator : Uncle Chi Chi
- 1996 : American Tigers : General Clay
- 1996 : Red Line (en) : Tow Truck Driver
- 1996 : Dark Secrets : Larry
- 1996 : Breakaway : Grey
- 1997 : Gator King : Sheriff
- 1997 : Guns of El Chupacabra (vidéo) : Rocket Ranger Dan Danger
- 1997 : Quiet Days in Hollywood (en) de Josef Rusnak : Cameo Appearance
- 1997 : Lethal Seduction : Gus Gruman
- 1997 : Motorcycle Cheerleading Mommas : Ashook
- 1997 : La Cible témoin (Acts of Betrayal) : Winford Scott
- 1998 : The Waterfront : ?
- 1998 : No Rest for the Wicked : ?
- 1998 : Together & Alone : Blaine
- 1998 : Avenged : Detective Taylor
- 1998 : Lola's Game : Captain Riley
- 1998 : Flat Out : Sam
- 1998 : Memorial Day : Agency / Willard's Contact
- 1998 : Guns of El Chupacabra II: The Unseen (vidéo) : ?
- 1998 : I Got the Hook Up : Lamar Hunt
- 1998 : Fatal Pursuit : Morier
- 1999 : Silent Scream : Roger Hardiman
- 2000 : Two Coyotes : Sr. Acosta
- 2000 : Ultimate Prey (vidéo) : Walton
- 2000 : The Catcher : Father / Umpire
- 2001 : The Remnant : Chief Tyler
- 2001 : Green Diggity Dog : T.J. Starko
- 2001 : Double Deception : Burt Chapman
- 2001 : No Turning Back : Charlie
- 2001 : Shattered Faith : Steve Townsend
- 2001 : No Dogs Allowed : Big John
- 2002 : Pacino Is Missing : Joe Cicero
- 2002 : Jumper  de Jimmy Williams : Sandy Palmer
- 2002 : Psychotic : Captain Riley
- 2002 : Hell Asylum (vidéo) : Stan The Investor
- 2002 : Autopsy: A Love Story : Dr. Dale Brodsky
- 2002 : Death Bed (vidéo) : Art
- 2002 : Mob Daze : Uncle Mel
- 2002 : Max Hell Comes to Frogtown (vidéo) : Mickey O'Malley
- 2002 : Jumping for Joy : Coach Layden
- 2002 : Vatos : Papa
- 2003 : The Heat Chamber : Stanley
- 2003 : Tales from the Grave (vidéo) : Vinnie
- 2003 : Al infierno con la migra : ?
- 2003 : Las Vegas Psycho : Captain
- 2003 : Spanish Fly : Harry Homeless
- 2003 : Mind Games : Chester
- 2003 : Scary Tales: The Return of Mr. Longfellow (vidéo) : Desk Clerk
- 2003 : Got Papers? : Epstein
- 2003 : Hitman City (vidéo) : Lt. O'Leary
- 2003 : Zombiegeddon (en) (vidéo) : Brooks
- 2003 : Minds of Terror (vidéo) : Kyle
- 2003 : Rice Girl : Alan
- 2003 : Summer Solstice (en) : Seth Arden
- 2004 : Vampire Blvd. : Mr. Big Shot
- 2004 : Grave Tales : Fortunato
- 2004 : Death, Can I Buy You a Drink? : Emanuel Perkins
- 2004 : The Rockville Slayer : Sheriff Duncan
- 2004 : Buy Sell Kill: A Flea Market Story : Sherman
- 2004 : Evil Grave: Curse of the Maya : Jeffrey
- 2005 : PrimeMates : Joe
- 2005 : Hercules in Hollywood : Zeus
- 2005 : Lost Girls : Joe
- 2005 : Drawing Blood : Chief O'Rielly
- 2005 : Dead Things (vidéo) : Street Guy / Sam (segments Prologue / Hexed)
- 2005 : The Tailor : Reverend Hearting
- 2005 : Scar : Sheriff
- 2005 : Resurrection Mary : Wilkes
- 2006 : Voices from the Graves : Agent Bradley Milligan
- 2006 : Evil Ever After (vidéo) : Narrator
- 2006 : Inner Rage : Sheriff McCarthy
- 2006 : Third Degree : Vince
- 2006 : I.R.A.: King of Nothing : ?
- 2006 : Shut Up and Shoot! : Frank Warburg
- 2006 : San Franpsycho (vidéo) : Detective Bill Culp
- 2006 : The Patrol : Captain McCready
- 2007 : Death Row (vidéo) : Thorton
- 2007 : Flatland: The Movie : Abbott Square
- 2007 : Killa Zombies (vidéo) : Sheriff
- 2007 : Cordoba Nights : Sal
- 2007 : Cake : Ken Willoughby
- 2007 : Zombie Farm : Anchor Man
- 2007 : See Jane Run : Andrew Kessler Sr.
- 2007 : Koreatown : Father Glaslow
- 2007 : Necronaut : Det. Jack Stacker
- 2007 : The Lights : Cade/Sheriff
- 2007 : Alibi : Detective Lombardi
- 2007 : Sigma Die! : Officer Brubek

### Télévision
- 1974 : The Story of Pretty Boy Floyd : E.W. Floyd
- 1974 : The California Kid : Don McCord
- 1975 : The Hatfields and the McCoys : Troy Hatfield
- 1979 : Flatbed Annie & Sweetiepie: Lady Truckers : Gas Station Attendant
- 1990 : Murder in Law : Bill
- 1992 : Psychic Detectives : Professor Halifax
- 1996 : Backroads to Vegas : ?
- 1996 : Lethal Orbit : NSC Chairman
- 1998 : Winner Takes All : ?
- 1998 : Onde de choc (No Code of Conduct) : Pappy
- 2000 : Un amour à toute épreuve (Stolen from the Heart) : Phil
- 2006 : The Mexican-American War : Diego